# 督军府旧址

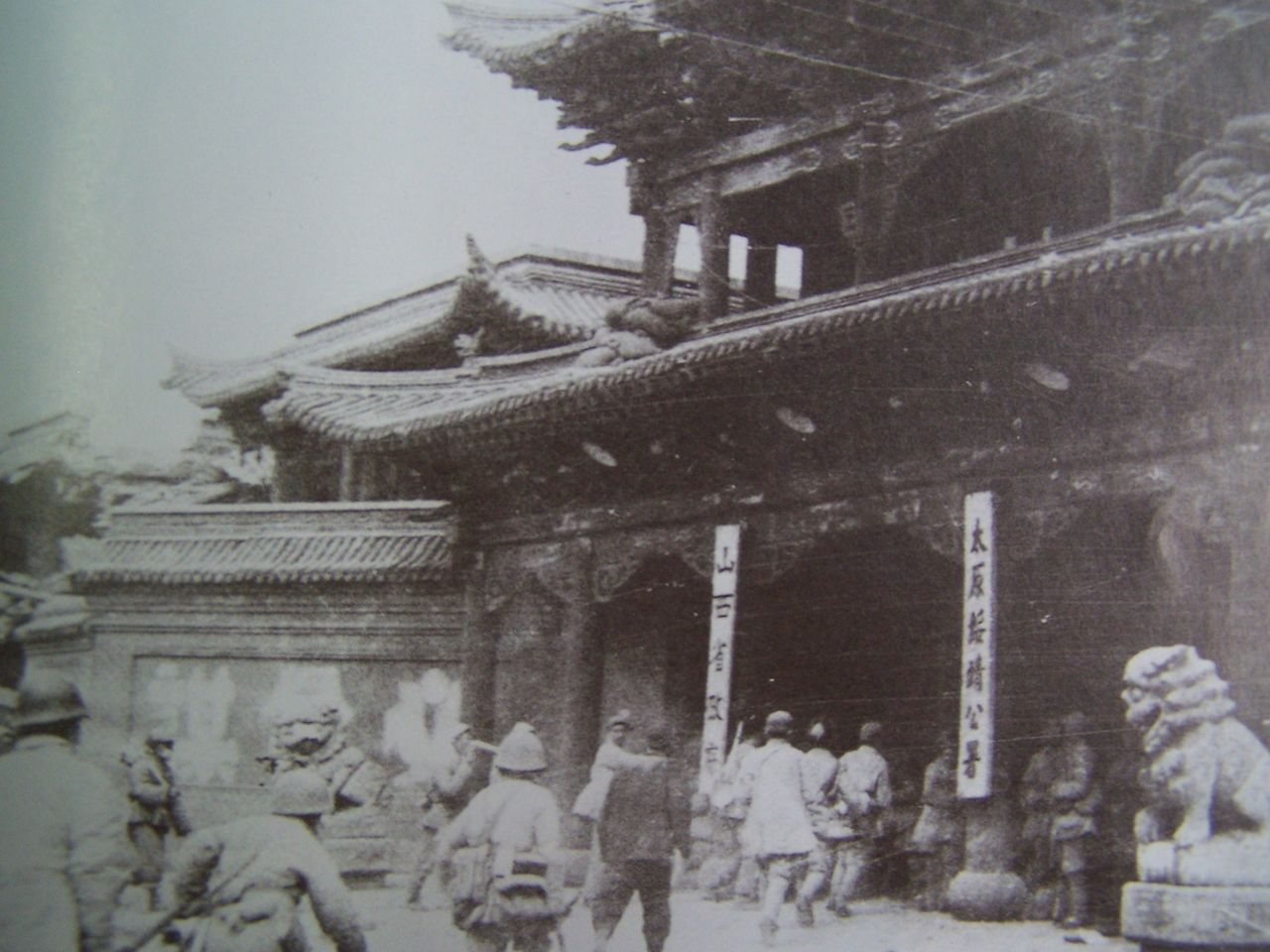
1949年太原戰役中解放军攻入山西省政府（太原绥靖公署）

督军府旧址，位于山西省太原市杏花岭区府东街101号，占地面积35110平方米，主要由门楼、前院楼房、渊谊堂、小自省堂、梅山和玉堂春等建筑构成，是中华人民共和国全国重点文物保护单位，长期为山西的政治中心所在。
督军府原为晋文公（重耳）庙，明清为山西巡抚衙门所在地。辛亥革命以后，成立的山西军政府将此地设为办公地点，阎锡山任山西省督军后以此作为督军衙门，故名督军府。2017年9月1日，山西省政府正式迁址，原政府所在地督军府被改建为晋商博物院，并于2020年12月28日正式开放参观。

## 历史
北宋以前，这里是晋文公（重耳）庙。北宋太平兴国七年（982年）改建为名将潘美的帅府衙门，曾为州治、府治。明清时期，为山西巡抚都察院和山西巡抚部院。清宣统三年（1911年）10月29日，同盟会在太原进行武装起义，成立山西军政府，办公地点设于此。1916年阎锡山任山西省督军，以此作为督军衙门，故名督军府。民国七年（1918年）开始，山西督军府在原清代衙门的基础上陆续改建扩建，新建了自省堂（现梅山会议厅）、进山钟楼（现梅山钟楼）等建筑。
抗日战争期间，督军府沦为日占山西省政权机构所在地。战争结束后，回归为太原绥靖公署和山西省政府办公地。1949年9月1日，山西省人民政府与中共山西省委正式成立，将合署办公址选在了督军府。1986年8月18日，督军府被列为山西省文物保护单位，分类为古建筑及历史纪念建筑物。1987年，中共山西省委迁入新址。
2017年初，山西省筹备选址督军府建设晋商博物院。到同年9月1日，山西省政府正式摘牌搬离，原省府悬挂的国徽、国旗与政府旧牌匾被移交山西博物院作为文物保存。改造后的晋商博物院于2020年12月28日正式开放参观。
2019年10月16日，督军府被中华人民共和国国务院公布为第八批全国重点文物保护单位。

## 建筑
督军府总占地面积为35110平方米，其中现存历史建筑跨度为清至中华人民共和国成立后，核心建筑排列在中轴线上，其余部分分东西两路排列，总体建筑格局保存完好。
- 大门

原为清代山西巡抚衙门大门，门面主体为红色。原为单侧歇山顶，民国时期将其改建为重檐歇山顶二层门楼，铺红绿琉璃瓦。分为两层，一层面宽五间、进深三间，前后围廊；二层面宽三间，进深两间，四周围廊。门前两侧筑有两座石狮，大门右侧廊柱挂有一青底金字牌匾，写有“晋商博物院”五个大字。
- 仪门

又称“二门”，为清代山西巡抚衙门第二重门，其名取“有仪可象”之意。原为三开间硬山顶建筑，民国时期改建为异形歇山顶，并增筑西式石拱券。原因交通不便拆除，2017年至2019年间在原地面依据影像复原。仪门南侧的两座石狮为清咸丰五年所筑。
- 自省堂

建于1918年至1919年，后改名梅山会议厅。主体为中式木质结构，面宽九间，进深八间。外部为西洋式砖石结构，仿卷棚顶，前挂一木匾，青匾金字，书有徐世昌题写“自省堂”三字。
- 梅山

原为煤山，是明清两代巡抚都察院堆煤的地方。清光绪八年（1882年），山西巡抚张之洞在原煤山处堆土筑成假山。民国时期，阎锡山将此地改名为“进山”，取“改进山西”之意，并于此修建钟楼，后于战火中被毁。1952年改名为“梅山”，于原处重建了钟楼。
- 梅山钟楼

始建于1918年至1919年间，为西式四层建筑。太原战役中，钟楼毁于战火。1952年于原地重建了钟楼，现为太原市重要地标。钟楼为仿哥特式尖塔，顶部有五角星，每至整点准时报时，钟声响彻全城。